# Kopp Verlag

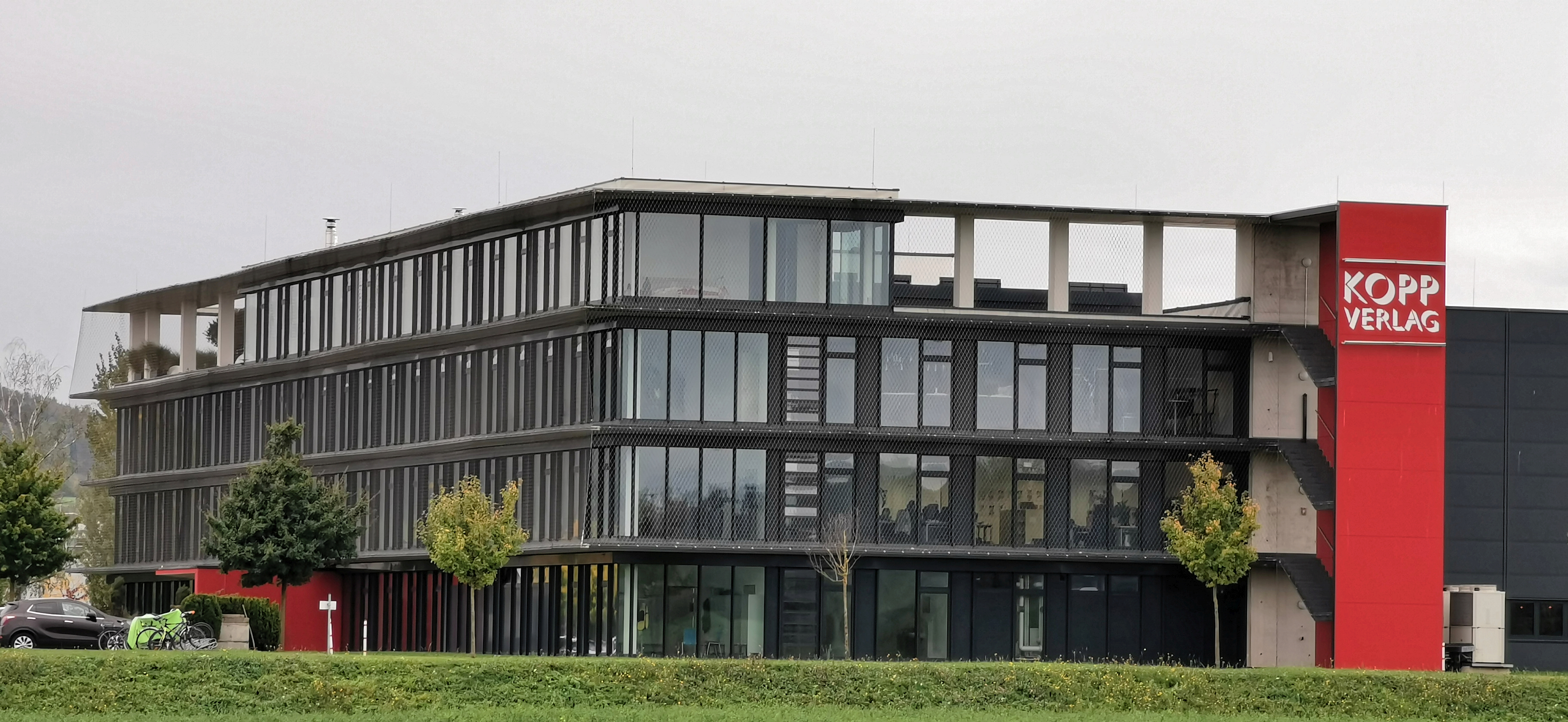
Der Bürotrakt des Verlagsgebäudes in Rottenburg, Nordseite

Der Kopp Verlag e. K. ist ein deutscher Medienverlag und Versandhandel mit Sitz in Rottenburg am Neckar. Geschäftsinhaber ist Jochen Kopp als eingetragener Kaufmann. Der Verlag vertreibt eigene und fremdverlegte Bücher und andere Medien zu gesellschaftlichen und politischen Themen. Er führt u. a. rechtsesoterische, grenz- und pseudowissenschaftliche, verschwörungstheoretische sowie rechtspopulistische und rechtsextreme Titel. Als Warenversandhandel werden neben digitalen Medien auch Produkte der Hauptkategorien „Wohlbefinden“ sowie „Outdoor & Survival“ vertrieben.

## Profil
Gegründet wurde der Verlag von dem ehemaligen Stuttgarter Polizisten Jochen Kopp. Nach eigenen Angaben verschickt der Verlag „zwischen 10.000 und 25.000 Bücher pro Tag“, macht mehr als 20 Millionen Euro Umsatz pro Jahr und hat rund 80 Mitarbeiter (Stand 2017).

### Produkte
Verbreitet werden unter anderem Bücher zu den Themen Prä-Astronautik, Ufologie, „Erfundenes Mittelalter“, Kreationismus, Astrologie, Geomantie, Gesundheit sowie germanische Mythologie, Islamismus und „Genderideologie“. Nach eigener Darstellung will er mit seinen Publikationen „Themen und Meinungen […] publizieren, die vom Mainstream ignoriert, tabuisiert oder im schlimmsten Fall unterdrückt werden“. Damit wolle man „zur Meinungsvielfalt in einer Gesellschaft beitragen, die zunehmend von Denkverboten bestimmt“ sei.
Außer eigenen Büchern und Medien vertreibt Kopp ausgewählte Produkte anderer Verlage, die in seinen Themenbereich passen, so der deutschnationalen Verlage wie Ares-, Pour-le-merite- oder Hohenrain-Verlag, welchen die Journalistin Anna Hunger als „Standard-Verlag der Holocaustleugner“ bezeichnete.
Nachdem die antisemitische Fälschung und Hetzschrift der sogenannten Protokolle der Weisen von Zion 2001 in Deutschland indiziert wurde, nahm Kopp das von Johannes Rothkranz aus Versatzstücken des Originals verfasste mehrbändige Werk Die Protokolle der Weisen von Zion – erfüllt! aus dem Schweizer Verlag Anton Schmid ins Vertriebsprogramm. Zudem versorgt Kopp die Prepper- und Survivalszene mit Ratgebern. Er bietet Produkte an wie Pfeffersprays, Gürtelmesser, Tactical Pen, Teleskopschlagstock, Elektroschocker, Selbstverteidigungsschirm, Stichschutzweste, ballistische Schutzweste, Atemschutzmasken, ABC Schutzanzug, Rucksäcke in Tarnfarben, Grab & Go Emergency Kit – 72 Stunden (Fluchtgepäck), Wasseraufbereiter oder Langzeitlebensmittel wie die 10 Jahre haltbaren „Panzer-Kekse“, die neben Büchern angeboten werden, die vor einer angeblich laufenden Destabilisierung Europas und der Währungssysteme warnen. Des Weiteren werden spezielle mit einem abschirmenden Gewebe ausgestattete Geldbörsen, Gürteltaschen, Schutzhüllen etc. angeboten, die das Auslesen von in Kontokarten, Personalausweisen und Reisepässen eingebetteten RFID-Chips verhindern sollen. Ebenso gibt es ähnlich präparierte Schutzhüllen für Handys, Smartphones und Tablets, die jeden Funkkontakt mit der Außenwelt unterbinden sollen, um so die Erstellung eines Bewegungsprofils unmöglich zu machen. Weiterhin wurden Nahrungsergänzungsmittel angeboten, die nach Recherchen des SWR zum Teil gesundheitlich bedenklich sind; der Verlag hat daraufhin den Vertrieb dieser Produkte „aus Gründen des vorbeugenden Verbraucherschutzes“ umgehend eingestellt und ein Sachverständigengutachten in Auftrag gegeben.
Ferner wird Kopp exklusiv, eine 16-seitige Wochenschrift, herausgegeben.

### Kopp Online
Der Verlag unterhielt mit Kopp Online ein Internetportal mit dem Untertitel „Informationen, die Ihnen die Augen öffnen“. Neben Artikeln eigener Autoren wurden dort bis 2011 auch Videos in Form einer Nachrichtensendung veröffentlicht, die inhaltlich das Themenspektrum des Verlags abdeckten. Als Moderatoren wechselten sich Eva Herman, Roland Kieber und zunächst Hakim-Michael Meziani ab.
Im April 2017 wurde der redaktionelle Teil von Kopp Online geschlossen. Als Grund nannte der Verlag wirtschaftliche Probleme. Kopp Online wird als Kopp Report weitergeführt.
Eva Herman publizierte in Kopp Online, dass bei der Massenpanik bei der Loveparade 2010 „eventuell […] ja auch ganz andere Mächte mit eingegriffen“ hätten, „um dem schamlosen Treiben endlich ein Ende zu setzen. Was das angeht, kann man nur erleichtert aufatmen. Grauenhaft allerdings, dass es erst zu einem solchen Unglück kommen musste.“ Im Frühling 2011 verbreitete dort Udo Ulfkotte die These, dass die EHEC-Epidemie von orientalischen Erntehelfern ausgelöst worden sei, die gezielt ihre Fäkalien in Kontakt mit den geernteten Lebensmitteln bringen würden, um auf diese Weise einen „Fäkalien-Dschihad“ gegen die deutschen Verbraucher zu führen. Gerhard Wisnewski spekulierte auf Kopp Online  über eine Transsexualität Michelle Obamas oder eine False-Flag-Aktion der US-Geheimdienste bei den Terroranschlägen in Paris und New York. Urheber seien nicht Islamisten, sondern „Werkzeuge der amerikanischen Global-Strategie“, um einen „Kampf der Kulturen“ führen zu können, wozu auch die „plötzlich erschienene“ Pegida-Bewegung gehöre. In anderen Beiträgen wurde jedoch mit der Pegida sympathisiert und von einer angeblichen „Islamisierung Deutschlands“ gesprochen. 2016 wurde behauptet, Flüchtlinge landeten massenhaft mit (laut Meldung nur dafür gecharterten) Flügen aus Südosteuropa nachts auf deutschen Flughäfen. Gerhard Wisnewski bezeichnete die Flüchtlingsbewegung als „Invasion“ und „militärische Operation gegen Deutschland und Europa“; Politiker betitelte er als „ferngelenkte Zombies“, die am Untergang des Volkes arbeiteten. Der Eigentümer Jochen Kopp sagte dazu, seine Autoren seien in „ihren Ansichten frei“, er schätze „kritische Geister“, und die Begriffe „rechtspopulistisch“ oder „verschwörungstheoretisch“ würden als „Totschlagargument gebraucht, um Andersdenkende pauschal zu diskreditieren“.
Kopp pflegt eine Präsenz im russischen Netzwerk vk.com.

### Kopp-Kongresse
Am 1. und 2. Oktober 2016 lud der Kopp Verlag zum „Ersten großen Kopp-Kongress“ in die Stadthalle in Leinfelden-Echterdingen. Als Referenten waren zahlreiche Kopp-Autoren eingeladen, u. a. Michael Brückner, Andreas von Bülow, Erich von Däniken, Thomas Mehner, Armin Risi, Hans Tolzin, Claus W. Turtur, Udo Ulfkotte, Willy Wimmer und Gerhard Wisnewski. Die Moderation übernahm der Autor Markus Gärtner.
Pressevertreter waren bei dem Kongress nicht erwünscht. Die Veranstaltung wurde im Satiremagazin Extra 3 des NDR Fernsehens dokumentiert.
Am 29. Oktober 2016 veranstaltete der Verlag in Augsburg einen weiteren Kongress, diesmal zum Thema Geopolitik. Referenten waren Udo Ulfkotte, Wolfgang Effenberger, F. William Engdahl, Peter Orzechowski und Daniele Ganser.

### Sponsoring
Bis zum Saisonende 2017 war der Kopp Verlag Sponsor der Bundesliga-Volleyballmannschaft des TV Rottenburg.

## Rezeption
Mediale Aufmerksamkeit erhielt der Verlag zunächst 2010 aufgrund einer Anfrage der Landtagsabgeordneten Rita Haller-Haid (SPD). In diesem Zusammenhang wurde auch die Tätigkeit von Eva Herman genannt. Laut Haller-Haid lasse sich „die Liste fragwürdiger Autoren aus der rechten Szene […] lange fortführen.“ Gleichzeitig wird von Stefan Kaiser auf Spiegel Online eingeräumt, dass auch eurokritische „seriös[e]“ Autoren im Kopp Verlag publizierten, wie etwa die durch mehrfache Verfassungsklagen bekannt gewordenen „etablierten Professoren Joachim Starbatty, Wilhelm Nölling, Karl Albrecht Schachtschneider und Dieter Spethmann“; zudem würden zunehmend Grenzen zwischen rechts und links „verschwimmen“.

### Medien/Wissenschaft
Die Welt bezeichnete Kopp 2010 als „kleinen, aber sendungsbewussten“ Verlag und ein „auf Esoterik, Verschwörungstheorien und Desinformation spezialisiertes Unternehmen“. „Ufologen und Verschwörungstheoretikern“ sei der Name nicht erst ein Begriff, „seit er den neuen Bestseller von Eva Herman veröffentlicht hat“. Sein Angebot reicht nach Angaben des Schwäbischen Tagblatts „von Ufo-Theorien über die ‚Germanische Neue Medizin‘ des selbst ernannten Wunderheilers Geerd Hamer bis hin zu vorgeblichen Enthüllungsgeschichten über den ‚kommunistischen Hintergrund der Öko-Bewegung‘ oder die ‚Islamisierung‘ des Abendlandes“. Die Stuttgarter Nachrichten wiesen darauf hin, dass beispielsweise ein Buch über den Bürgerkrieg in Syrien beworben werde, das, so der Verlag, im Gegensatz zu den „Mainstream-Medien“ die tatsächlichen Vorgänge schildere; auf Nachfrage habe der Autor jedoch bestätigt, gerade mal eine gute Woche vor Ort recherchiert zu haben. Die taz schrieb, dass auf der Seite des Kopp Verlags „mehr oder weniger unterschwelliger Antisemitismus zum guten Ton“ gehöre. Von Kritikern wird Kopp zudem als „Verlag der Impfgegner“ bezeichnet. Der Deutschlandfunk verwies auf die „rechtslastigen Corona-Bücher“ des Verlags und nannte als Beispiel den Titel Vorsicht Diktatur von Stefan Schubert – „die Grippe-Idee vermischt mit Ausländerfeindlichkeit und Volksfrontdenken“.
Das Gemeinschaftswerk der Evangelischen Publizistik schrieb 2010 in einem Beitrag, dass sich die Autorenliste des Kopp Verlags wie ein „Who-is-Who der deutschen Verschwörungsliteratur“ lese, darunter einige Autoren „mit Nähe zu rechtem und esoterischem Gedankengut“, die „in der rechten Szene gerne rezipiert werden“. Vertrieben würden zudem auch Bücher von Jan Udo Holey, dessen Werke „mit rechtsextremer Esoterik“ durchsetzt seien.
Johannes Pennekamp und Patrick Bernau nannten Anfang 2015 den Kopp Verlag in der Frankfurter Allgemeinen Zeitung (FAZ) als Bestandteil einer wachsenden „Angstindustrie“. Ebenso konstatierte 2014 Spiegel Online, das Geschäftsmodell des Verlags basiere auf dem Schüren von Angst; der Autor nannte Titel wie Albtraum Zuwanderung, Das Szenario eines Dritten Weltkriegs, Vorsorgeplan für Staatsbankrott, Zwangsenteignung und Bürgerkrieg und resümierte: „Mit seiner Mischung aus Rechtspopulismus, Kapitalismuskritik und Tabubrecher-Attitüde ist der Kopp-Verlag so etwas wie der Pionier des aktuellen Gegenzeitgeists – eines Geists, der sich gegen eine vermeintliche Political Correctness der etablierten Medienlandschaft richtet, weil diese angeblich ständig irgendeine Wahrheit unterdrückt.“
In der FAZ wurde auf das Sendungsbewusstsein („Mission“) hingewiesen und die Zusatzaktivitäten wie die Kongresse sowie den Willen, „auf politische Diskussionen Einfluss zu nehmen“ – im Einzelunternehmen bestimme Jochen Kopp alleine die Inhalte und die Strategie.
Der Rechtsextremismus-Experte Matthias Quent ist der Ansicht, es gehöre zwar zur „Meinungsfreiheit, völlig idiotische Dinge schreiben und behaupten zu können“. Insofern seien die Veröffentlichungen aus dem Kopp Verlag „selbstverständlich Teil der Meinungsfreiheit“. Der Verlag arbeite jedoch „mit der Behauptung, es gebe keine Meinungsfreiheit, die Wirklichkeit werde manipuliert“. Das sei „eine massenwirksame Inszenierung für den Absatz“. Der Verlag habe „klare Bezugspunkte ins rechte und rechtsradikale Milieu“ und würde sich „mit seinem Verlagsprogramm an der Delegitimierung der Demokratie beteiligen“. Darüber hinaus sei der Verlag „eine Herausforderung für eine offene Demokratie, weil er die Grundsäulen dessen infrage stellt, worauf eine aufgeklärte Gesellschaft beruht. Die Wissenschaft, die Fakten, die Sachorientierung. All das zählt nicht.“ Zudem verdiene der Verlag „an der Angstmache doppelt, weil er neben Niedergangsbeschreibungen und Handbüchern auch Langzeitlebensmittel und anderes Prepper-Zubehör vertreibt“. Erst würden „Probleme beschworen, für die dann Lösungen zum Kauf angeboten“ würden.
Für den Publizisten Matthias Pöhlmann ist der Kopp Verlag „eine der tragenden Säulen einer gezielten Verunsicherungs- und Angstpublizistik“. Er nehme eine „Multiplikatorenrolle“ ein „für die Identitäre Bewegung, für Rechtsesoteriker wie für die rechtsextreme Szene“. Einen hohen Verbreitungsgrad erziele er auch, da viele seiner Titel sich „auch in herkömmlichen Buchläden“ fänden.

### Verfassungsschutz
Durch eine Kleine Anfrage der SPD-Landtagsabgeordneten Rita Haller-Haid im Landtag von Baden-Württemberg wurde im Dezember 2015 bekannt, dass das Landesamt für Verfassungsschutz Baden-Württemberg den Verlag in regelmäßigen Abständen anhand öffentlich zugänglicher Veröffentlichungen prüft. Hinreichende tatsächliche Anhaltspunkte für Bestrebungen des Verlags gegen die freiheitliche demokratische Grundordnung lagen laut der Antwort des Innenministeriums Baden-Württemberg jedoch nicht vor. Eine systematische und nachrichtendienstliche Beobachtung des Verlags sei deshalb nicht gerechtfertigt. Insgesamt zeige sich, dass das aktuelle Verlagsangebot nur wenige Bücher umfasse, die von rechtsextremistischen Verlagen herausgegeben werden oder von rechtsextremistischen Autoren stammen. Diese Schriften bedienten sich „naturgemäß rechtsextremistischer und antisemitischer Argumentationsmuster“. Die Bücher, die in der öffentlichen Diskussion als Beleg für eine rechtsextremistische Ausrichtung des Verlags herangezogen würden, seien „in der Regel im Buchhandel frei erhältlich und können auch über eine Vielzahl von anderen Anbietern im Internet bezogen werden.“

### Negativauszeichnungen
- Goldenes Brett vorm Kopf 2014, vergeben von der Gesellschaft zur wissenschaftlichen Untersuchung von Parawissenschaften für den „erstaunlichsten pseudowissenschaftlichen Unfug des Jahres“.
- Goldener Aluhut 2015, vergeben von der Silberberger & Schulze GbR aufgrund der Verbreitung von Verschwörungstheorien und Pseudowissenschaften.[36][37]

## Autoren
Der Kopp Verlag verlegt u. a. Publikationen der folgenden Autoren:
- Hans Herbert von Arnim
- Bruno Bandulet
- Manfred Böckl
- Peter Boehringer
- Zbigniew Brzeziński
- Michael Brückner
- Andreas von Bülow
- Erich von Däniken
- F. William Engdahl
- Peter Fiebag
- Michael Grandt
- Kelly Greenhill
- G. Edward Griffin
- Eberhard Hamer
- Wilhelm Hankel
- Michael Hesemann
- Illobrand von Ludwiger
- Jim Marrs
- Thomas Mehner
- Peter Orzechowski
- Ron Paul
- Andreas von Rétyi
- Armin Risi
- Klaus Rainer Röhl
- Thilo Sarrazin
- Karl Albrecht Schachtschneider
- Stefan Schubert
- Thorsten Schulte
- Zecharia Sitchin
- Gerhard Spannbauer
- Dieter Spethmann
- Axel Stoll
- Webster Tarpley
- Claus W. Turtur
- Udo Ulfkotte
- Willy Wimmer
- Gerhard Wisnewski
- Eberhard J. Wormer